# Tachyempis dichroa
Tachyempis dichroa är en tvåvingeart som först beskrevs av Mario Bezzi 1908.  Tachyempis dichroa ingår i släktet Tachyempis och familjen puckeldansflugor.
Artens utbredningsområde är Namibia. Inga underarter finns listade i Catalogue of Life.